# Hythe (Alberta)
Hythe est un village (village) du Comté de Grande Prairie No 1, situé dans la province canadienne d'Alberta.

## Démographie
En tant que localité désignée dans le recensement de 2011, Hythe a une population de 820 habitants dans 296 de ses 329 logements, soit une variation de -0.1% avec la population de 2006. Avec une superficie de 4,124 6 km2, village possède une densité de population de 198,807 2 hab/km2 en 2011.
Concernant le recensement de 2006, Hythe abritait 821 habitants dans 284 de ses 288 logements. Avec une superficie de 4,124 6 km2, village possédait une densité de population de 199,0 hab/km2 en 2006.
| 2001 | 2006 | 2011 | 2016 |
| ---- | ---- | ---- | ---- |
| 582  | 821  | 820  | 827  |